# Umowa o usługi detektywistyczne
Zasugerowano, aby zintegrować ten artykuł z artykułem Usługi detektywistyczne. Nie opisano powodu propozycji integracji.
Umowa o usługi detektywistyczne - obowiązkowy dokument dający podstawę do świadczenia usług detektywistycznych przez przedsiębiorcę prowadzącego działalność gospodarczą w zakresie usług detektywistycznych.
Ustawodawca określił usługi detektywistyczne jako zbieranie informacji realizowane na podstawie umowy zawartej ze zleceniodawcą. Takie sformułowanie wskazuje, iż umową, w oparciu o którą wykonywane są czynności detektywa powinna być, w zasadzie, umowa o usługi detektywistyczne. 
Ustawodawca określił bowiem usługi detektywistyczne jako zbieranie informacji realizowane na podstawie umowy zawartej ze zleceniodawcą co wprost sugeruje zastosowanie przepisów art. 735 - 751 kodeksu cywilnego, określających podstawowe cechy umowy zlecenia. 
Zgodnie z art. 750 kodeksu cywilnego przepisy o zleceniu stosuje się odpowiednio do umów o świadczenie usług, które nie są uregulowane innymi przepisami. 
Umowa o usługi detektywistyczne jest, tak jak umowa zlecenia, umową starannego działania. 
Celem umowy zlecenia oraz umowy o usługi detektywistyczne nie jest osiągnięcie konkretnego rezultatu, lecz samo podjęcie czynności zmierzających w tym kierunku. Powyższe twierdzenie wydaje się oczywiste także, gdy weźmiemy pod uwagę praktykę wykonywania zawodu detektywa oraz przykłady niektórych zleceń, tak jak chociażby powierzenie detektywowi zadania zgromadzenia dowodów prowadzenia działalności konkurencyjnej przez pracownika, który w rzeczywistości jest uczciwy i lojalny wobec dającego zlecenie pracodawcy. 
Ponadto umowę o świadczenie usług detektywistycznych należy potraktować jako umowę opierającą się na szczególnym zaufaniu pomiędzy dającym zlecenie a przyjmującym zlecenie. Zastosowanie tu mieć będzie per analogiam art. 738 kodeksu cywilnego dotyczący powierzenia wykonywania zlecenia osobie trzeciej. Przyjmujący zlecenie może powierzyć wykonanie zlecenia osobie trzeciej tylko wtedy, gdy wynika to z umowy lub zwyczaju albo gdy jest do tego zmuszony przez okoliczności (art. 738 kodeksu cywilnego). 
Istotną cechą umowy o świadczenie usług detektywistycznych jest obowiązek udzielenia dającemu zlecenie potrzebnych wiadomości o przebiegu sprawy, a także sporządzenia sprawozdania po wykonaniu zlecenia. 
Obowiązek ten wynika zarówno z art. 740 kodeksu cywilnego jak i z art. 23b ustawy o usługach detektywistycznych. 
Innym przepisem, który ma praktyczne znaczenie dla detektywa jest art. 743 kodeksu cywilnego, który przewiduje możliwość żądania odpowiedniej zaliczki jeżeli wykonanie zlecenia wymaga wydatków. 
Wynagrodzenie w przypadku umowy o świadczenie usług należy się bowiem przyjmującemu dopiero po wykonaniu zlecenia, chyba że co innego wynika z umowy lub przepisów szczególnych (art. 744 w zw. z art. 750 kodeksu cywilnego). 
Istotnym postanowieniem umowy będzie stwierdzenie dającego zlecenie, iż celem zlecenia jest zdobycie informacji niezbędne do dochodzenia praw przed sądem. Taka deklaracja ma niebagatelne znaczenie dla możliwości przetwarzania danych osobowych sensytywnych (danych wrażliwych, delikatnych) zarówno przez detektywów jak i przedsiębiorców świadczących usługi detektywistyczne. 
Zgodnie z art. 27 ust. 1 powołanej ustawy przetwarzanie danych ujawniających pochodzenie rasowe lub etniczne, poglądy polityczne, przekonania religijne lub filozoficzne, przynależność wyznaniową, partyjną lub związkową, jak również danych o stanie zdrowia, kodzie genetycznym, nałogach lub życiu seksualnym oraz danych dotyczących skazań, orzeczeń o ukaraniu i mandatów karnych, a także innych orzeczeń wydanych w postępowaniu sądowym lub administracyjnym jest zabronione. 
Dopuszczalne jest jednak przetwarzanie danych, które są niezbędne do dochodzenia praw przed sądem (art. 27 ust. 2 pkt 5 ustawy o ochronie danych osobowych).